# アイシャ・ラドワーン
アイシャ・ラドワーン、アーイシャ・ラドワーン（アラビア語: عائشة رضوان、Aicha Redouane, Aïcha Redouane, 1962年 - ）は、モロッコ出身の女性歌手。主にアラブ古典音楽の歌い手として知られる。現在フランスで活動。
| スタブアイコン | サブスタブ | この項目は、まだ閲覧者の調べものの参照としては役立たない、歌手に関連した書きかけの項目です。この項目を加筆・訂正などしてくださる協力者を求めています（P:音楽/PJ:芸能人）。 |